# Drogheda (stacja kolejowa)
Drogheda MacBride (ang: Drogheda MacBride railway station, irl: Droichead Átha Mac Giolla Bhríde) – stacja kolejowa w Droghedzie, w hrabstwie Louth, w Irlandii.

## Historia
Stacja została otwarta w 1844 łącząc Droghedę z Dublinem. W 1855 roku otworzono wiadukt nad rzeką Boyne, co umożliwiło połączenie z Belfastem.
W latach 1850–1958 stacja leżała na trasie Navan - Oldbridge, która obecnie jest zamknięta. Ruch towarowy odbywa się jedynie w stronę Navan dla obsługi przedsiębiorstw Tara Mines oraz Platin Cement Works. Nazwę stacji w 1966 roku z Drogheda zmieniono na Drogheda MacBride na cześć jednego z liderów powstania wielkanocnego Johna MacBride.